# Nils Wiberg

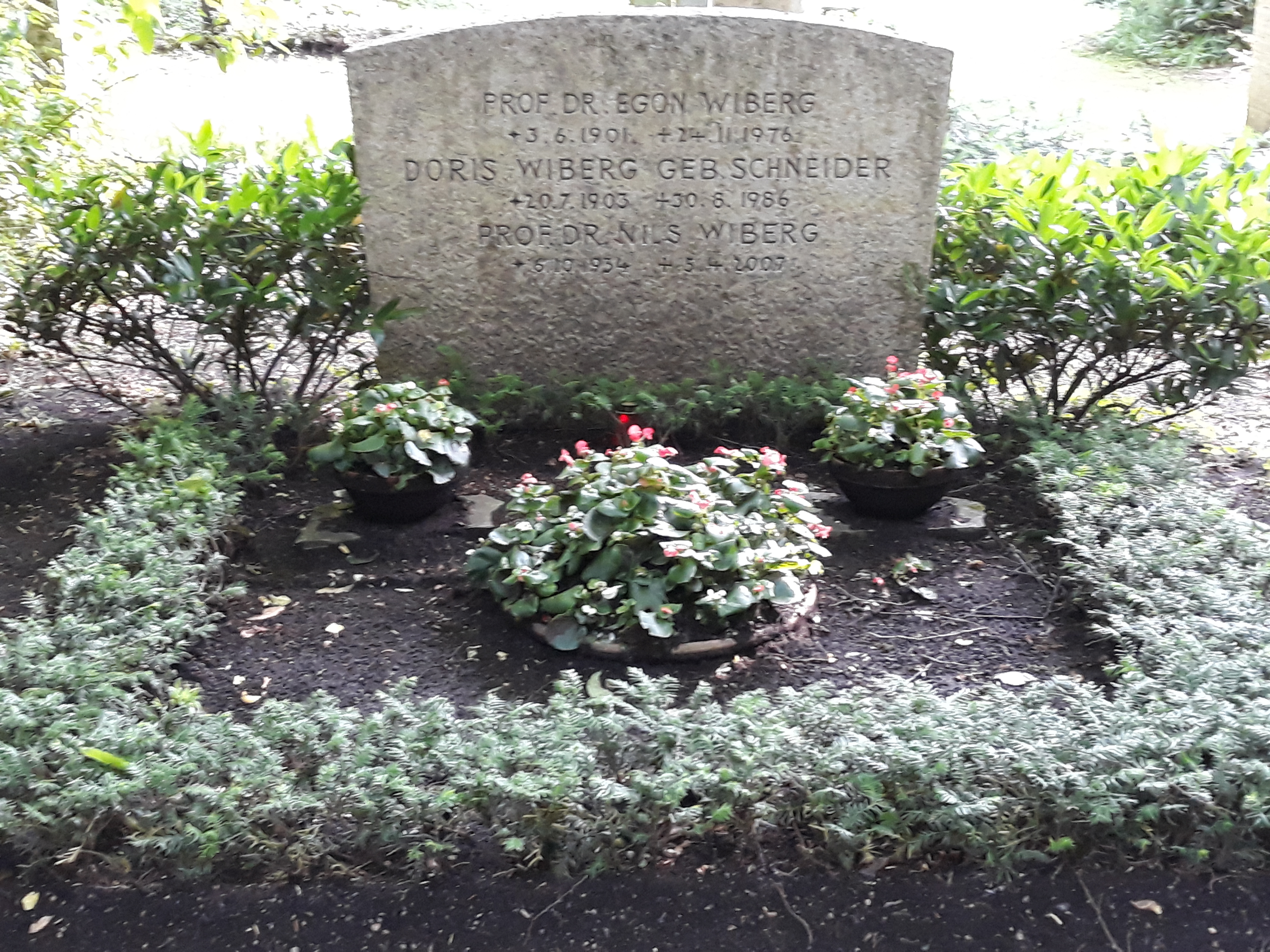
Das Grab von Nils Wiberg im Familiengrab seiner Eltern auf dem Waldfriedhof (München)

Nils Wiberg (* 6. Oktober 1934 in Karlsruhe; † 5. April 2007 in München) war ein deutscher Chemiker.

## Leben
Nils Wiberg wurde 1934 als Sohn des späteren Professors für anorganische Chemie Egon Wiberg (1901–1976) geboren. Nach Studium und Promotion erlangte er 1966 die Habilitation. Zum außerplanmäßigen Professor wurde er 1972, zum außerordentlichen Professor 1978 ernannt.
Er arbeitete hauptsächlich auf dem Gebiet der Chemie der Hauptgruppenelemente und ihrer Verbindungen. Dabei bildeten die Mehrfachbindungen und die sogenannten Elementcluster einen Schwerpunkt seiner Untersuchungen und Veröffentlichungen.
An der Ludwig-Maximilians-Universität München publizierte er mehr als 200 Beiträge in Fachzeitschriften. Als Nachfolger seines Vaters führte er das Lehrbuch der Anorganischen Chemie von Holleman und Wiberg weiter, ein herausragendes und weltweit bedeutendes Standardwerk der chemischen Literatur.
Zu den bemerkenswerten Arbeiten gehörte 1972 die Isolierung von Diimin. Es folgte im Jahr 1975 die Isolierung von trans-2-Tetrazen, 1985 die Isolierung eines stabilen Silaethens und stabilen Silaketimins. Im Jahre 1993 veröffentlichte er eine Arbeit über Tetrasilyl-tetrahedro-tetrasilan. Über Tetrasilyl-tetrahedro-tetraalan schrieb er 1998 eine Arbeit. Es folgte im Jahre 1999 eine Veröffentlichung über Octasilyldodecaindan. Noch 2004 schrieb er eine Arbeit über ein relativ stabiles Disilin.
Zuletzt lebte er in München. Er starb am 5. April 2007, kurz nach Drucklegung der 102. Auflage seines Lehrbuches, und wurde auf dem Waldfriedhof in München bestattet.

## Schriften
Bis zur 102. Auflage als ein Buch mit 2.188 Seiten:
- Arnold F. Holleman, Egon Wiberg, Nils Wiberg: Lehrbuch der anorganischen Chemie. 102., stark umgearb. u. verb. Auflage. De Gruyter, Berlin 2007, ISBN 978-3-11-017770-1.

Ab der 103. Auflage aufgeteilt in zwei Bücher (Zusammen 2.622 Seiten):
1. Arnold F. Holleman (Hrsg.): Grundlagen und Hauptgruppenelemente. De Gruyter, 2016, ISBN 978-3-11-049585-0 (degruyter.com [abgerufen am 9. Januar 2022]).
2. Arnold F. Holleman (Hrsg.): Nebengruppenelemente, Lanthanoide, Actinoide, Transactinoide. De Gruyter, 2016, ISBN 978-3-11-049590-4 (degruyter.com [abgerufen am 9. Januar 2022]).